# Chorin Áron
Chorin Áron (héberül: אהרן חארין; Weisskirchen, 1766. augusztus 3. – Arad, 1844. augusztus 25.) aradi főrabbi, egyházi író.

## Élete
Szegény családból származott. A tudományok iránti hajlamát követte és Prágába ment, hogy a híres Landau rabbinak a teológiai tudományokban tanítványa legyen. 18 éves korában bevégezvén tanulmányait, a zsidók szokásához képest mint rabbijelölt házasságra lépett és a rabbi pályára készült. 1786. szeptember 16-án Arad város zsidó hitközsége papjául meghívta; 1806-ig a hitközségi jegyzőséget is viselte. Eleinte hetenként négy váltó forint volt a fizetése, 1790-től már öt forint bankóban. A zsidók helyzetén gyökeresen akart változtatni és rávette őket, hogy mesterséget tanuljanak; törekvéseinek az a sikere volt, hogy 1831-ben Aradon 80 zsidó kézműves volt, zsibárus zsidó pedig az egész városban nem találtatott. Reformot hozott be a vallási lithurgiában és nevelésben is. Ezért a hazai és külföldi orthodox zsidó rabbikból álló conventiculum 1805-ben Óbudára idézte és miután tanait visszavonni nem akarta, elítélte, miből sok kellemetlenséget, rágalmat és üldöztetést kellett szenvednie. A helytartótanács 1807. március 2-án az ítéletet megsemmisítette. Az ellene intézett támadások dacára reformtörekvéseit ernyedetlenül folytatta; behozta az orgonát, megengedettnek nyilvánította szombaton és ünnepnapon a vasúton való utazást; négy osztályu reáliskolát állított föl; ezenkivül a zsidó ifjuság érdekében egyleteket szervezett. Írásai oly föltünést keltettek külföldön is, hogy a badeni nagyfejedelemség kormánya teológiai véleményt kért tőle arra nézve, hogy mely tárgyak tartoznak zsidó dogmák szerint kizárólag a rabbik hatáskörébe. Ebbeli véleménye 1826-ban Prágában jelent meg. A németországi evangélikus lelkészekkel élénk levelezést folytatott, melyet Lőw Immánuel tett közzé. A római katolikusok részéről Vizer Ádám ügyvéd tartott fölötte emlékbeszédet; az aradi zsidó község pedig elkészíttette mellszobrát unokája Aradi Zsigmond által Rómában.
Unokája Chorin Ferenc politikus és üzletember, a Gyáriparosok Országos Szövetségének egyik alapítója. Dédunokája Chorin Ferenc, a Horthy-rendszer egyik legismertebb és legbefolyásosabb üzletembere.
Arcképét Barabás rajzolta kőre 1845-ben és Walzel A. műintézetében jelent meg Pesten.

## Munkái
- Trauer-Andachtsrede über Ludvigs XVI. Unglücksschicksal, mit einem Anhang zur Vaterlandsliebe an die dasige Judenschaft gehalten den 6. März 1793 (Arad)
- Gedächtnissrede über das Ableben des… Herrn Joh. v. Banhidy, gehalten in der Sinagoge zu Simánd den 2. April 1802. Waitzen, 1803
- Lamenaseach shîr… 1807 (Héber alkalmi költemény. Ism. M. Könyv-Szemle 1877. 104.)
- Ein Wort zu seiner Zeit. Wien, 1820
- Sr. Fürstl. Gnaden Herrn Alexadner Rudnay… Primas Erzbischof von Gran… bei seiner Durchreise am 10. April 1820. überreicht… von der Arader israelit. Gemeinde. Arad, 1820
- Ein Wort zu seiner Zeit über die Nächstenliebe und den Gottesdienst. Wien, 1820
- Herzens regungen bei der Installation… Herrn Baron v. Wenkheim, Administrator der Obergespanswürde im löbl. Crassover Comitat. Arad, 1823 (költemény)
- Igureth Elassaph oder Sendschreiben eines afrikanischen Rabbi an seinen Collegen in Europa. Herausg. mit einem deutschen Vorworte, Nachworte und Noch Etwas. Prag, 1826
- Rede bei der Andachtsübung und Dankes Gebeth für die Genesung Franz I… 1826
- Der treue Bothe an seine Glaubensgenossen. Prag, 1830
- Hillel. Ofen, 1837
- Worte der Wahrheit und des Friedens! Geschrieben im Jahre 1843–44. Uo. 1848